# Rishon LeZion
Rishon LeZion (hebreo: ראשון לציון) es una ciudad del Distrito Central de Israel, al sur de la ciudad de Tel Aviv. Según la Oficina Central de Estadísticas de Israel (CBS), en 2022, su población era de 260 453 habitantes.

## Etimología
El nombre Rishon LeZion se traduce literalmente como ‘primero a Sion’. El término tiene su origen en el verso de la Biblia:

Primero a Sion: «Mira, aquí están». Y a Jerusalén: «Les daré un mensajero de buenas nuevas»
Libro de Isaías 41, 27.

## Ciudades hermanadas
- Braşov, Rumanía
- Burdeos, Francia
- Debrecen, Hungría
- Heerenveen, Países Bajos
- Leópolis, Ucrania
- Miami, Florida, Estados Unidos
- Milán, Italia
- Nahuizalco, Sonsonate, El Salvador
- San Petersburgo, Federación Rusa
- Teramo, Italia
- Tianjin, China
- Münster, Alemania

En octubre de 2009 se inauguró una plaza que recuerda a estas ciudades hermanadas.

## Transporte
Rishon LeZion puede ser accedida por ruta, mediante varias carreteras importantes. Su transporte público incluye autobuses, trenes, taxis y colectivos.